# Seward (Kansas)
Seward es una ciudad ubicada en el condado de Stafford en el estado estadounidense de Kansas. En el año 2010 tenía una población de 64 habitantes y una densidad poblacional de 106,67 personas por km².

## Geografía
Seward se encuentra ubicada en las coordenadas 38°10′39″N 98°47′44″O / 38.177593, -98.795480 (38.177593, -98.795480).

## Demografía
Según la Oficina del Censo en 2000 los ingresos medios por hogar en la localidad eran de $16,250 y los ingresos medios por familia eran $16,667. Los hombres tenían unos ingresos medios de $20,625 frente a los $16,250 para las mujeres. La renta per cápita para la localidad era de $14,891. Alrededor del 0% de la población estaban por debajo del umbral de pobreza.